# Marqueston Huff
Marqueston Huff (Salinas, 6 aprile 1992) è un giocatore di football americano statunitense che gioca nel ruolo di cornerback per gli Houston Roughnecks della X Football League (XFL). Fu scelto nel corso del quarto giro (122º assoluto) del Draft NFL 2014 dai Tennessee Titans. Al college giocò a football all'Università del Wyoming.

## Carriera professionistica

### Tennessee Titans
Huff fu scelto nel corso del quarto giro del Draft 2014 dai Tennessee Titans. Debuttò come professionista subentrando nella vittoria della settimana 1 contro i Kansas City Chiefs. Nel quattordicesimo turno mise a segno il suo primo intercetto in carriera ai danni di Eli Manning dei New York Giants, ritornandolo per 23 yard in touchdown. La sua prima stagione si chiuse con 18 tackle, un sack e un intercetto in 14 presenze, di cui una come titolare.

### Jacksonville Jaguars
Il 4 settembre 2016, Huff firmò con i Jacksonville Jaguars.

## Statistiche
| Partite totali      | 14  |
| Partite da titolare | 1   |
| Tackle totali       | 18  |
| Sack                | 1,0 |
| Intercetti          | 1   |

Statistiche aggiornate alla stagione 2014